# ステューシー
ステューシー（Stüssy）とは、ボードシェイパーのショーン・ステューシー（Shawn Stussy）が、彼の仲間のためにデザインした数枚のＴシャツから始まったアパレルブランドである。

## 概要
ステューシー（Stüssy）はユースカルチャーから自然発生したブランドで、1980年代後半から1990年代初頭に掛けて、南カリフォルニアのサーフシーンから生まれたブランドとして新しいカジュアルウェアのルックとイデオロギーでアパレルの世界に変化をもたらした。
ショーン・ステューシー（Shawn Stussy）は、カリフォルニアのラグナビーチで地元の仲間たちのためにサーフボードをシェープしていたサーファーだった。ショーンはサーフボードのプロモーション用にスクリーンプリントしたＴシャツやショーツを製作した。自分の苗字をグラフィティに影響された手描き風のタッチで綴ったものが会社のロゴになった。Stüssyはサーフィンへの深い愛情を原点に、図らずもアパレル業界へ参入していた。
そうして1980年代後半には、サーフィンとスケートボードという孤立した小さな世界の中で話題を集めた。ショーンはニューヨークとカリフォルニアに小さなショールームを開設し、彼自身が尊敬していたショップに自らのデザインを見せて回った。
Stüssyが成長を遂げたのは、音楽シーンでは1970年代後半にパンク、1980年代初頭にラップというDIYな音楽がもたらされた現代のポップカルチャーを形づくる画期的な変化が起きていた時代である。Stüssyのデザインと美意識は、ブランドと共鳴する数々のアンダーグラウンドなサブカルチャーに基づいている。
ブランドの成功により、Stüssyは世界で知名度を上げた。そうして、Stüssyのアパレルは同じ美意識を持つ世界中のミュージシャン、スケーター、DJ、そしてアーティストの集団からインスピレーションを受けてきた。この感性を共有する人々のネットワークから派生したムーヴメントに、ニューヨーク、ロンドン、東京、その他の地域のトレンドセッターたちも参加した。
この互いに似通った感性を持つ集団はのちに "International Stüssy Tribe"として知られるようになり、ニューヨーク、東京、ロンドン、ベルリン、ロサンゼルスに拠点を設けた。強固なネットワークで結ばれたトライブメンバーが世界各地のクラブやそれぞれのシーンで着用することで、Stüssyのメッセージは自然と拡散していった。
Stüssyは現代的でクオリティの高いアパレルを手頃な価格で提供することを目的とし、世界各地の選び抜かれたショップのみで数量限定で販売してきた。当時としては類を見ない、この全く新しい手法はその後の様々なレベルで成功を収めている。
国内では18店舗を展開し、東京都内では原宿・渋谷・池袋の3店舗に加え、ドーバーストリートマーケット銀座内にも店舗を構える。

## 特徴
デザインの特徴はそのリラックスしたデザインと、リアル・クローズとトレンドの絶妙なバランス感覚である。
Stüssyによく用いられるシンボルは、ショーンによるオリジナルの字体「ショーンフォント」と、ブロック体によるブランドネーム「ストックロゴ」である。
また人物や風景をモノクロフォトであしらった作品、通称「オールドフォト」も大人気である。その他には「ハイビスカス柄」、「Pop Tom柄」、「IRIE柄」などのオリジナルの柄物も人気が高い。

## コラボレーション
ステューシーは他のブランドとのコラボレーションを多数実施している。シューズではナイキと「ハラチ」・「ダンク HI PLUS」・「ブレザー MID」・「ハラチライト」・「ダンク Low Pro SB」・「コートフォース」・フリー トレイル・トレーナー ダンク ロー・スカイ フォース・SB モーガン 2・エアマックス95・エア ズーム スピリドン、NEW BALANCE＆HECTICと「MT580(マッドステューシー)」、CAUSE＆ジョージコックスとは「ラバーソールブーツ」、TASとは「サウス迷彩柄BARRY Low＆BARRY HI」、NEW BALANCE＆MASTERPIECEとは「MT580」、バンズとは「ペイズリー柄SK8-HI」、プロケッズとは「ドル柄スニーカー」がある。
時計ではカシオと「G-SHOCK」、ルミノックスとは「ダイバーズウォッチ」、「ツアーマスター(オリジナル)」がある。
小物ではローアルパインと「バックパック」、ヘッドポーターと「バックパック」などがある。
衣類では「W)TAPS」・「NEIGHBORHOOD」・「MASTERPIECE」・「BAL」・「NITROW」・「NEXUS7」・「TENDERLOIN」・「G1950」・「CHOKE」・「コンプリートフィネス」・「インビジブルマン」・「SOPH.」などの人気ブランドとのコラボレーションが有名である。
またサングラスの人気が高く、特に「MICHAELモデル」・「valモデル」・「CINDYモデル」・「BRUCEモデル」・「NAOMIモデル」・「BRIANモデル」・「小竹長兵衛モデル」がメジャーモデルである。
またキャップも夏のストリートで大人気であり「Xニューエラ NYストライプキャップ」・「マルチワッペンメッシュキャップ」・「クエストボールキャップ」・「リスペクトキャップ」・「ステュッチ柄ビーニー」・「ラジカセフォトメッシュキャップ」・「サーフマンメッシュキャップ」・「ビザロメッシュキャップ」などがある。
また、スノーボードでは、Stussy x Burton Snowboard World Tour Editionが日本国内で発売予定だったが、発売されなかった。